# 羊毛とおはな
羊毛とおはな（ようもうとおはな）は、日本のアコースティックデュオ。

## メンバー
- 千葉はな／おはな（ちば はな、1979年1月31日 - 2015年4月8日） - ボーカル担当。本名は藤沼はな（ふじぬま はな）。富山県出身。富山県立大門高等学校、富山大学経済学部卒業。
- 市川和則／羊毛（いちかわ かずのり、1981年7月26日 - ） - ギター担当。静岡県出身。

## 来歴
千葉は大学時代にジャズ研究会に所属し、卒業後は地元で塾講師をしていたが「実家と職場の往復で一生を終えるのは嫌だ」と突然思い始め、ミュージシャンを目指して上京した。
2003年7月頃にインターネットのバンドメンバー募集サイトで知り合う。そのときの市川のHNが「羊毛」だったことから「羊毛とおはな」のユニット名で2004年に活動開始。2007年にヴィレッジヴァンガード限定のデビュー盤を発売。全国で3,000枚を売り上げた。
その後も国内外のライブ活動やCMソングや映画の主題歌などを手がけるなど精力的に活動していたが、2012年7月にボーカル担当の千葉はなが乳がんを発症。その後も活動を続けていたが、2014年5月に千葉が体調不良で休養することになり活動を休止した。
千葉は活動休止後も療養しながら北日本新聞で連載コラム「恋の処方せん」を執筆したりブログを頻繁に更新していたが、2015年4月8日午後2時、入院先の厚生連高岡病院で死去した。36歳没。死因は乳がんであったことが公式ブログで発表されている。

## ディスコグラフィ

### オリジナル・アルバム
| 枚  | リリース日     | タイトル           | 規格品番   |
| --- | -------------- | ------------------ | ---------- |
| 1st | 2007年11月6日  | LIVE IN LIVING '07 | LRTCD-20   |
| 2nd | 2008年1月15日  | こんにちは。       | LRTCD-21   |
| 3rd | 2008年7月22日  | LIVE IN LIVING '08 | LRTCD-26   |
| 4th | 2009年7月28日  | LIVE IN LIVING '09 | LRTCD-37RA |
| 5th | 2009年12月15日 | どっちにしようかな | LRTCD-42RA |
| 6th | 2010年8月3日   | LIVE IN LIVING '10 | LRTCD-051  |
| 7th | 2011年10月25日 | 月見草             | LRTCD-061  |
| 8th | 2013年4月23日  | LIVE IN LIVING '13 | LRTCD-073  |

### 編集盤
| 枚  | リリース日    | タイトル                      | 規格品番   |
| --- | ------------- | ----------------------------- | ---------- |
| 1st | 2011年8月23日 | LIVE IN LIVING for GOOD Night | LRTCD-060  |
| 2nd | 2015年4月22日 | はじめまして＋2～入門編～     | LDCD-50111 |

### ライブ・アルバム
| 枚  | リリース日   | タイトル       | 規格品番  |
| --- | ------------ | -------------- | --------- |
| 1st | 2016年4月8日 | LIVE IN CHURCH | LRTCD-107 |

### トリビュート・アルバム
| 枚  | リリース日    | タイトル                            | 規格品番 |
| --- | ------------- | ----------------------------------- | -------- |
| 1st | 2024年5月15日 | まなざし~羊毛とおはな トリビュート~ | DLCD-001 |

### ミニ・アルバム
1. LIVE IN LIVING（2007年6月26日）
  1. 波音
  2. おまもりのうた
  3. I'll never fall in love again
  4. Englishman in New York
  5. 人魚
2. VILLAGE VANGUARD SHIMOKITAZAWA ONLY（2008年11月） - Village Vanguard下北沢店限定CD-R 200枚限定
  1. おまもりのうた（ストリングスバージョン）
  2. CRUSIN'  - スモーキー・ロビンソンのカバー
  3. My Favorite Things (acappella)
  4. My Favorite Things (instrumental)
3. LIVE AT VILLAGE VANGUARD（2009年1月13日） - Village Vanguard限定CD
  1. On The Street Where You Live - ミュージカル『マイ・フェア・レディ』の劇中歌のカバー
  2. ルパン三世のテーマ - ルパン三世（TVアニメ第2シリーズ）の主題歌のカバー
  3. プカプカ - 西岡恭蔵の曲のカバー
  4. All You Need Is Love
  5. カントリーロード
  6. Isn't She Lovely - スティーヴィー・ワンダーの曲のカバー
4. LIVE AT VILLAGE VANGUARD ～アンコール～ （2009年2月4日）iTunes Store配信限定
  1. 人魚（下北沢V.V Live Version）
  2. Perfect（下北沢V.V Live Version）
  3. おまもりのうた （下北沢V.V Live Version）
5. LIVE IN "ママのためのライブ"（2010年2月1日）
  1. 晴れのち晴れ〜ママのためのライブver.〜
  2. 冬のうた〜ママのためのライブver.〜
  3. ただいま、おかえり〜ママのためのライブver.〜
  4. Day Dream Believer〜ママのためのライブver.〜

### シングル
1. 手をつないで（2008年4月8日）LRTCD-024
  1. 手をつないで - 作曲：コリーヌ・ベイリー・レイ／編曲・プロデュース：冨田恵一
  2. The magic is gone - WOWOWドラマ『君の望む死に方』主題歌 作曲村松崇継
  3. falling（Acoustic version）
2. 晴れのち晴れ（2009年6月24日）LDCD-635　iTunes Store限定
  1. 晴れのち晴れ
3. 羊毛とおはなにかりゆし58「ありがとう～NO MUSIC. NO LIFE.～」（2009年12月15日） LDKCD-217
  1. ありがとう
4. あくび猫（2010年3月9日）LRTCD-045
  1. あくび猫
  2. あくび猫～みんなのうたより～
  3. あくび猫（カラオケ）
  4. あくび猫～みんなのうたより～（カラオケ）
5. 空が白くてさ（2010年6月22日）ダウンロード限定
  1. 空が白くてさ
6. 世界は踊るよ、君と。/ここからはじまる物語（2011年7月20日、flying DOG）VTCL-35108 テレビアニメ『異国迷路のクロワーゼ the animation』テーマソング
  1. 世界は踊るよ、君と。/羊毛とおはな
  2. ここからはじまる物語/湯音（東山奈央）
  3. 世界は踊るよ、君と。（Instrumental)
  4. ここからはじまる物語（Instrumental)
7. YELLOW BIRD（2014年3月14日）LRTCD-91 Kastane 10周年イメージソング
  1. aqua
  2. YELLOW BIRD
  3. 晴れのち晴れ（10th Anniversary Live より）
  4. 明日は、（10th Anniversary Live より）
  5. 空が白くてさ（10th Anniversary Live より）
8. エピソード（2014年4月23日）ダウンロード限定 NHK BSプレミアムドラマ『喰う寝るふたり 住むふたり』主題歌
  1. エピソード

### DVD
1. LIVE OUT LIVING（2010年11月23日）LRTDV-054 全編5.0chサラウンド収録
  1. 揺れる
  2. ララルラ ラルララ
  3. レモン
  4. 晴れのち晴れ
  5. ナチュラル
  6. 風に吹かれて
  7. キーラの森
  8. 「おやすみ。」
  9. あくび猫
  10. 空が白くてさ
  11. 手のひら
  12. ただいま、おかえり
2. DVD 10th Anniversary Live 「うたの手紙　～ありがとう～」（2013年12月17日）LRTDV-086

## 出演

### ラジオ番組
- 羊毛とおはなラジオ[5][6]（K-mix、2012年7月5日-・2013年12月29日 日曜19:30-19:55[7]。ポッドキャスティング配信実施[8]）

### メディア
- RED HOT@TV[9]（ネットテレビ、2009年12月10日-12月23日 、2週間限定インタビュー出演）